# Alfred Fekete
Alfred Fekete (* 2. Oktober 1879 in Wien; † 6. September 1924 in Baden) war ein österreich-ungarischer Schriftsteller (Bühnenautor) und Drehbuchautor beim deutschen Stummfilm.

## Leben
Der Sohn des Kunsthändlers Bernhard Fekete und dessen Frau Regina, geb. Oesterreicher, startete seine berufliche Laufbahn als Beamter im Dienst der k.k. privilegierten Österreichischen Länderbank, ehe er einen Berufswechsel vornahm und nach Berlin ging, um dort als Dramaturg für den S. Fischer Verlag zu arbeiten. Noch im selben Jahrzehnt begann er zu publizieren und veröffentlichte in der Wiener Zeitung Die Muskete Geschichten wie Die Pest (1907), Spät nachts (1908), Machen wir Licht …! (1908), Das schreiende Haus (1908), Die Rettung (1908) und Das Wandernde (1909). Anschließend versuchte er sich als Autor von Theaterstücken. Mit großem Erfolg lief vor allem das dreiaktige Lustspiel Panik der Herzen am Deutschen Volkstheater in Wien (1917), weitere Fekete-Stücke am Theater hießen unter anderem Die Verhüllte (1909, ein Sexualdrama), Satansbote (1914, Drama) und Der Streik der Diebe (1923, eine Mischung aus Komödie und Drama).
Einhergehend mit dem Erfolg von Panik der Herzen gelang Fekete auch der Sprung zum (deutschen) Film. Vor allem zu Beginn der 1920er Jahre bis zu seinem frühen Tod 1924 beteiligte er sich an einer Reihe von Filmmanuskripten, von denen das zu der ersten Buddenbrooks-Verfilmung (1923) am ambitioniertesten ausfiel. Die Filme Der Muff (1919) und Ewiger Strom (1919) basierten auf Fekete-Vorlagen. Zeitweilig soll Fekete auch in der Dramaturgie-Abteilung der UFA gewirkt haben. Sein letzter vollendeter Kinobeitrag war das Drehbuch zu dem Ritualmorddrama Kaddisch; ein Filmmanuskript zu Der Zigeunerbaron konnte er aufgrund seines Todes nicht mehr fertigstellen.
Alfred Fekete war ab 1922 mit Felicitas Künkler verheiratet. Er starb 1924 im Krankenhaus Baden an einer Sepsis.

## Filmografie
- 1917: Der geigende Tod
- 1920: Gentlemen-Gauner
- 1921: Der Schicksalstag
- 1921: Papa kann’s nicht lassen
- 1921: Das Handicap der Liebe
- 1922: Kinder der Zeit
- 1922: Die Pagode (auch Regie)
- 1923: Die Meisterspringer von Kürnberg (auch Co-Regie)
- 1923: Das Karussell des Lebens
- 1923: Buddenbrooks
- 1924: Kaddisch